# Renée Héribel
Renée Eugénie Aimée Héribel (née le 9 février 1903 à Caen et morte le 25 juillet 1952 à Neuilly-sur-Seine à l'âge de 49 ans) est une actrice française de cinéma.

## Biographie
Renée Héribel est inhumée au cimetière d’Auteuil à Paris.

## Filmographie
- 1924 : Le Vert Galant) de René Leprince (8 épisodes)
- 1925 : Fanfan la Tulipe de René Leprince (8 épisodes) : Mme Favart
- 1925 : Madame Sans-Gêne de Léonce Perret : la princesse Eliza
- 1926 : Titi Ier roi des gosses de René Leprince : la reine Mary
- 1927 : Minuit, place Pigalle de René Leprince : Lily Suzy'
- 1927 : Le Prince Jean de René Hervil - Claire d'Arlon
- 1927 : L'Île enchantée de Henry Roussell
- 1927 :  L'Esclave blanche (Die weisse Sklavin) d'Augusto Genina - Fatme Alis Grau
- 1928 : L'appassionata de Léon Mathot et André Liabel
- 1928 : La Ville des mille joies de Carmine Gallone
- 1928 : Die stadt der tausend freuden de Carmine Gallone - version allemande du film précédent
- 1928 : Der faschingskönig de Georg Jacoby
- 1929 : Cagliostro de Richard Oswald : Lorenza
- 1929 : Les Trois Masques d'André Hugon : Viola Vescotelli
- 1929 : Die nacht des schreckens de Gennaro Righelli
- 1929 : Narkose de Alfred Abel et Ernst Garden
- 1930 : Chacun sa chance de Hans Steinhoff et René Pujol : la baronne de Monteuil
- 1930 : La Maison jaune de Rio de Karl Grune et Robert Péguy  : Anita, la danseuse
- 1930 : Der Liebesmarkt d'Heinz Paul
- 1931 : Les Nuits de Port-Saïd de Leo Mittler : Charlotte
- 1932 : Le Crime du chemin rouge de Jacques Séverac : Mlle Chenon
- 1932 : Le Triangle de feu de Edmond T. Gréville et Johannes Guter : Irène